# لونغ بيتش (مسيسيبي)
لونغ بيتش (بالإنجليزية: Long Beach, Mississippi)‏ هي مدينة تقع في الولايات المتحدة في Harrison County.  يقدر عدد سكانها بـ 14,792 نسمة ومساحتها 26.9 كم2  وترتفع عن سطح البحر 8 متر.

## التركيبة السكانية
حدّد مكتب تعداد الولايات المتحدة بيانات التركيبة السكانية للونغ بيتش في تعداد الولايات المتحدة. في ما يلي، التركيبة السكانية حسب تعدادي 2000 و2010.

### تعداد عام 2000
بلغ عدد سكان لونغ بيتش 17,320 نسمة بحسب تعداد عام 2000، وبلغ عدد الأسر 6,560 أسرة وعدد العائلات 4,696 عائلة مقيمة في المدينة. في حين سجلت الكثافة السكانية 628.2 نسمة لكل كيلومتر مربع (1,627.0/ميل2). وبلغ عدد الوحدات السكنية 7,203 وحدة بمتوسط كثافة قدره 261.3 لكل كيلومتر مربع (676.8/ميل2).
وتوزع التركيب العرقي للمدينة بنسبة 87.49% من البيض و7.36% من الأمريكيين الأفارقة و0.39% من الأمريكيين الأصليين و2.57% من الأمريكيين ذوي الأصول الآسيوية و0.07% من سكان جزر المحيط الهادئ و0.68% من الأعراق الأخرى و1.44% من عرقين مختلطين أو أكثر و2.29% من الهسبانيون أو اللاتينيون من أي عرق.
بلغ عدد الأسر 6,560 أسرة كانت نسبة 39.6% منها لديها أطفال تحت سن الثامنة عشر تعيش معهم، وبلغت نسبة الأزواج القاطنين مع بعضهم البعض 53.8% من أصل المجموع الكلي للأسر، ونسبة 13.5% من الأسر كان لديها معيلات من الإناث دون وجود شريك،  بينما كانت نسبة 4.3% من الأسر لديها معيلون من الذكور دون وجود شريكة وكانت نسبة 28.4% من غير العائلات. تألفت نسبة 22.9% من أصل جميع الأسر من عدة أفراد يعيشون في نفس المنزل ونسبة 7.7% كانت تتألف من شخص يعيش بمفرده يبلغ من العمر 65 عاماً أو أكثر. وبلغ متوسط حجم الأسرة المعيشية 2.61، أما متوسط حجم العائلات فبلغ 3.07.
بلغ العمر الوسطي للسكان 35.7 عاماً. وكانت نسبة 26.9% من القاطنين تحت سن الثامنة عشر، وكانت نسبة 8.8% بين الثامنة عشر والرابعة والعشرين عاماً، ونسبة 29.3% كانت واقعةً في الفئة العمرية ما بين الخامسة والعشرين والرابعة والأربعين عاماً، ونسبة 22.6% كانت ما بين الخامسة والأربعين والرابعة والستين، ونسبة 11.1% كانت ضمن فئة الخامسة والستين عاماً فما فوق. يوجد لكل 100 أنثى 93.5 ذكر، ويوجد لكل 100 أنثى في الثامنة عشر من عمرها فما فوق 90.0 ذكر.
بلغ متوسط دخل الأسرة في المدينة 43,289 دولارًا، أما متوسط دخل العائلة فبلغ 50,014 دولارًا. وكان متوسط دخل الذكور 35,909 دولارًا مقابل 24,119 دولارًا للإناث. وسجل دخل الفرد الخاص بالمدينة 19,305 دولارًا. وكانت نسبة 7.7% من العائلات ونسبة 9% من السكان تحت خط الفقر، وكان من هؤلاء نسبة 15.7% تحت سن الثامنة عشر ونسبة 3.7% في الخامسة والستين من العمر وما فوق.

### تعداد عام 2010
بلغ عدد سكان لونغ بيتش 14,792 نسمة بحسب تعداد عام 2010، وبلغ عدد الأسر 5,736 أسرة وعدد العائلات 4,032 عائلة مقيمة في المدينة. في حين سجلت الكثافة السكانية 536.5 نسمة لكل كيلومتر مربع (1,389.5/ميل2). وبلغ عدد الوحدات السكنية 6,695 وحدة بمتوسط كثافة قدره 242.8 لكل كيلومتر مربع (628.8/ميل2).
وتوزع التركيب العرقي للمدينة بنسبة 85.47% من البيض و8.27% من الأمريكيين الأفارقة و0.48% من الأمريكيين الأصليين و2.58% من الأمريكيين ذوي الأصول الآسيوية و0.09% من سكان جزر المحيط الهادئ و1.07% من الأعراق الأخرى و2.03% من عرقين مختلطين أو أكثر و3.66% من الهسبانيون أو اللاتينيون من أي عرق.
بلغ عدد الأسر 5,736 أسرة كانت نسبة 35.1% منها لديها أطفال تحت سن الثامنة عشر تعيش معهم، وبلغت نسبة الأزواج القاطنين مع بعضهم البعض 49.6% من أصل المجموع الكلي للأسر، ونسبة 15.9% من الأسر كان لديها معيلات من الإناث دون وجود شريك،  بينما كانت نسبة 4.8% من الأسر لديها معيلون من الذكور دون وجود شريكة وكانت نسبة 29.7% من غير العائلات. تألفت نسبة 24.2% من أصل جميع الأسر من عدة أفراد يعيشون في نفس المنزل ونسبة 9.4% كانت تتألف من شخص يعيش بمفرده يبلغ من العمر 65 عاماً أو أكثر. وبلغ متوسط حجم الأسرة المعيشية 2.55، أما متوسط حجم العائلات فبلغ 3.02.
بلغ العمر الوسطي للسكان 39.3 عاماً. وكانت نسبة 24.7% من القاطنين تحت سن الثامنة عشر، وكانت نسبة 8.4% بين الثامنة عشر والرابعة والعشرين عاماً، ونسبة 24.6% كانت واقعةً في الفئة العمرية ما بين الخامسة والعشرين والرابعة والأربعين عاماً، ونسبة 28.1% كانت ما بين الخامسة والأربعين والرابعة والستين، ونسبة 14.2% كانت ضمن فئة الخامسة والستين عاماً فما فوق. وتوزع التركيب الجنسي للسكان بنسبة 47.5% ذكور و52.5% إناث.

## أعلام
- تيد ن. برانش
- ريتشارد بينيت